# MAGENTA (cifrado)
En criptografía, MAGENTA es un algoritmo de cifrado simétrico por bloques desarrollado por Deutsche Telekom. El nombre MAGENTA es un acrónimo para Multifunctional Algorithm for General-purpose Encryption and Network Telecommunication Applications (el color magenta es también parte del color corporativo de dicha empresa). El cifrador fue propuesto para convertirse en el AES, pero no avanzó más allá de la primera ronda. Debilidades criptográficas fueron descubiertas y se comprobó que era uno de los cifradores más lentos remitidos .
MAGENTA tiene un tamaño de bloque de 128 bits y un tamaño de clave de 128, 196 y 256 bits. Es un cifrador Feistel con 6 rondas.
Después de la presentación del algoritmo a las primeras conferencias de AES, varios criptógrafos encontraron inmediatamente vulnerabilidades , que fueron compiladas y presentadas a la segunda conferencia (Biham, 1999).